# Chiesa di Sant'Isidoro (Palermo)
La chiesa di Sant'Isidoro Agricola all'Albergheria o chiesa dei Fornai, è luogo di culto ubicato nel mandamento di Palazzo Reale o Albergaria in Via Generale Luigi Cadorna, nel centro storico di Palermo.

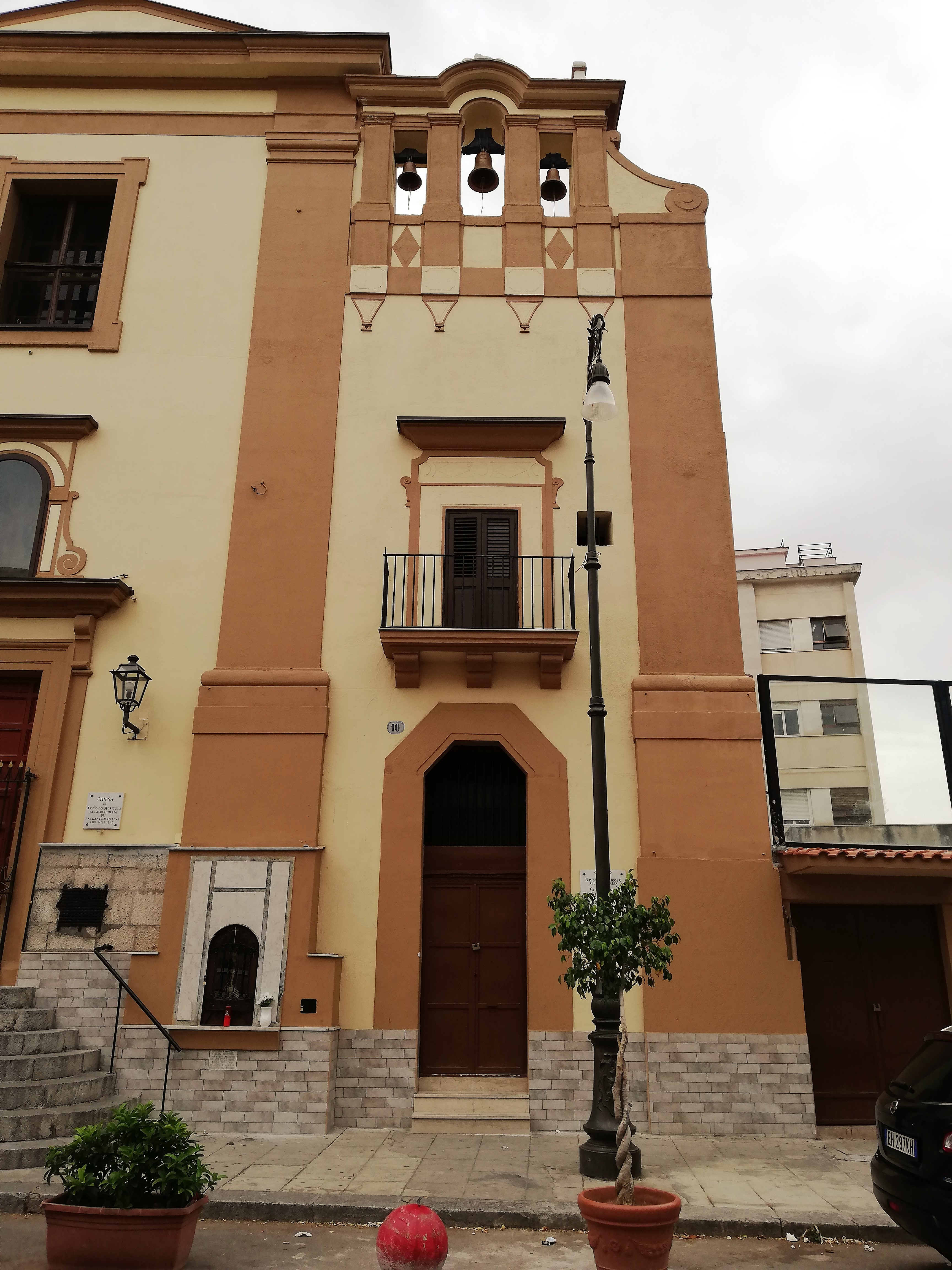
Prospetto parziale.

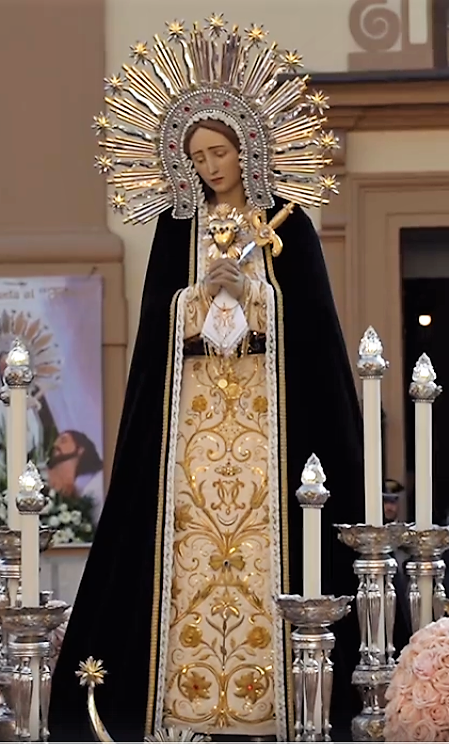
Maria Santissima dei Fornari.

## Storia

### Epoca spagnola
Il tempio fu edificato nel 1643 dal sacerdote Francesco Galasso sotto il titolo di «Sant'Isidoro».
Il 18 maggio del 1667 fu assegnato dal canonico Girolamo Pavano alla maestranza dei fornai o panettieri, da questo momento il luogo di culto cominciò ad appellarsi chiesa di Sant'Isidoro dei Fornai. Dopo lavori di rifacimento commissionati dall'unione dei lavoranti di forno, il 23 marzo 1704 - giorno di Pasqua, la chiesa fu riaperta al culto celebrando la festa di Gesù e Maria. Il titolo tipico dell'unione fu aggiunto a quello primitivo della chiesa. I restauri comportarono delle modifiche sostanziali: il cappellone ospitò un nuovo dipinto, il quadro del santo titolare fu trasferito presso l'altare della parete laterale.

### Epoca contemporanea
Dal 1922 al primitivo sodalizio si affiancò la Confraternita di Maria Santissima Addolorata del Venerdì Santo.
Il terremoto del Belice del 1968 e gli sciami sismici del 2002 e del 2016 hanno arrecato danni che hanno comportato recenti campagne di restauro.

## Esterno
L'edificio presenta un semplice prospetto intonacato rivolto ad oriente, definito da paraste laterali, cornicione e frontone. Ha un unico portale, varco d'accesso frontale sormontato da nicchia e finestra con inferriata. Due lampioni a braccio completano la decorazione. 
Una scalinata, costituita da una rampa di nove gradini, raccorda attraverso una cancellata il piano stradale con piano interno di calpestio. Ai lati due nicchie e una porta d'ingresso ai sotterranei.
Addossato a settentrione un corpo secondario con portale, balcone e alla sommità la cella campanaria costituita da tre luci.

## Interno

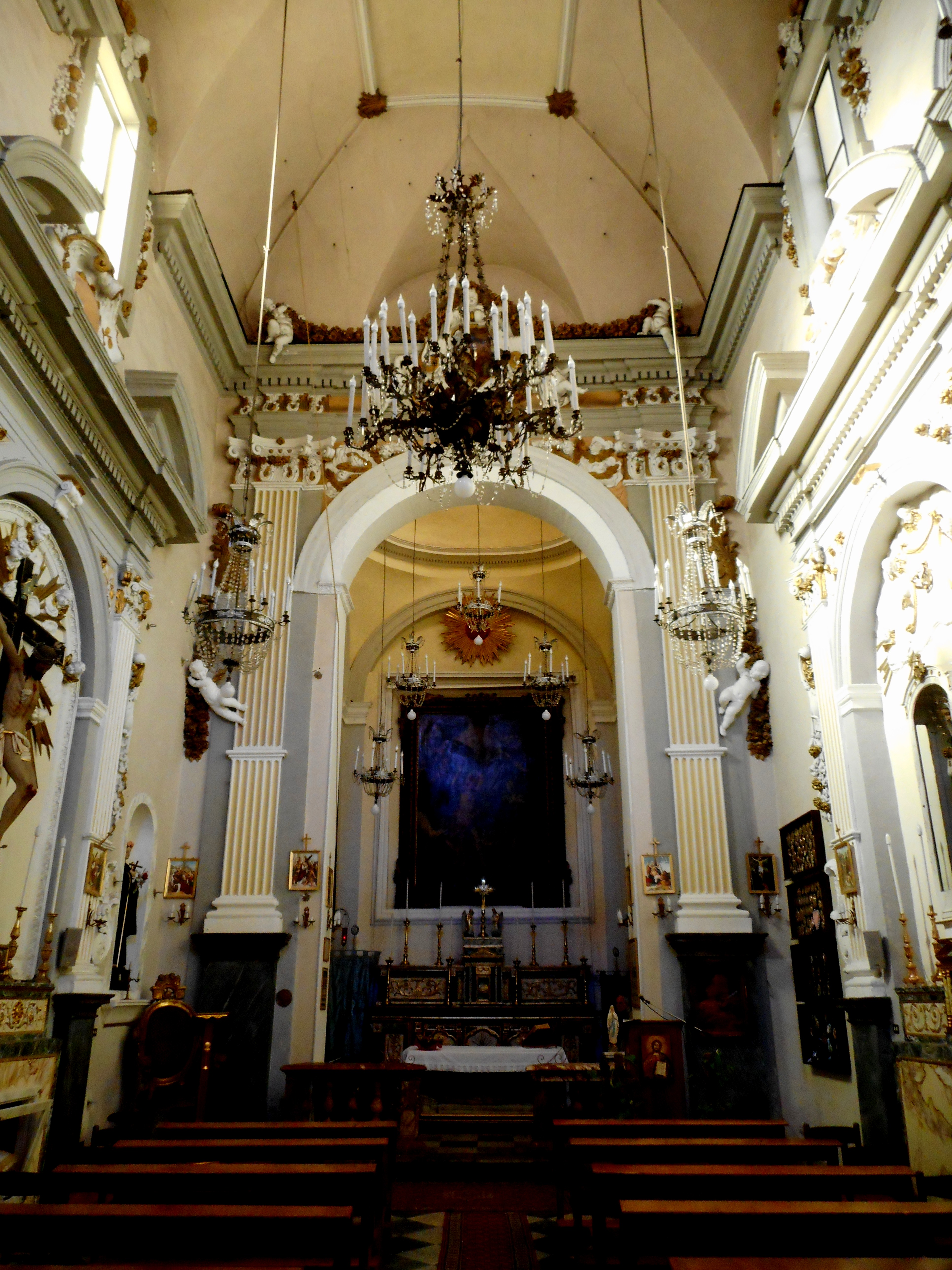
Interno

L'interno, restaurato dopo i danni degli ultimi terremoti, è a navata unica, presenta due altari per lato, superfici ornate con apparato decorativo in stucchi settecenteschi. Scalini degli altari, paliotti, zoccoli e pilastri che sono a fianchi del cappellone e delle cappelle sono di marmo bigio. 

### Navata sinistra
- Prima arcata: Cappella di Sant'Isidoro. Sulla sopraelevazione dell'altare è custodito il quadro raffigurante Sant'Isidoro, in passato collocato nel cappellone.
- Seconda arcata: Cappella del Santissimo Crocifisso. Crocifisso collocato su parete decorata a stucco con raggiera.

### Navata destra
- Prima arcata: Cappella di San Francesco d'Assisi. È documentato un dipinto raffigurante l'Immacolata Concezione ritratta con San Francesco d'Assisi e Santa Rosalia.
  - Nicchia.
- Seconda arcata: Cappella di San Gregorio e delle Anime del Purgatorio, primitiva Cappella di Sant'Antonio da Padova. È documentato il dipinto raffigurante la Messa in suffragio delle Anime Purganti.

### Altare maggiore
L'altare maggiore inizialmente è dedicato a Sant'Isidoro Agricola è oggi intitolato a Gesù e Maria. Sulla sopraelevazione dell'altare è custodito il quadro raffigurante Gesù e Maria, opera eseguita da Guglielmo Borremans intorno al 1730.

## Sodalizi

### Confraternita di Gesù e Maria dei fornai o dei panettieri
La maestranza dei fornai o panettieri o lavoranti di forno era costituita in unione sotto il titolo di «Gesù e Maria».
Nel 1721 nel mese di marzo questa unione fu elevata allo stato di compagnia.

### Confraternita di Maria Santissima Addolorata e Cristo Morto del Venerdì Santo
La Confraternita di Maria Santissima Addolorata del Venerdì Santo fu fondata il 15 settembre 1922, memoria di Maria Addolorata.
Il sodalizio è promotore di una suggestiva processione che si svolge nel pomeriggio del Venerdì Santo. Sono rappresentate scene della Passione di Gesù interpretate da figuranti in costume. Sono processionate per il quartiere due storiche "vare" custodite nella chiesa: il Cristo morto e la Vergine Addolorata.

## Oratorio
Oratorio della Confraternita dei Fornai sotto il titolo di «San Pietro in Vinculis e San Lorenzo in San Mercurio», ubicato in via Porta Sant'Agata. Primitiva sede della confraternita.

## Cripta
Il sodalizio detto di Gesù e Maria dei Panettieri aveva come funzione primaria quella di garantire ai membri una dignitosa sepoltura. 
Sotto la navata e il locale adiacente è ubicata un'ampia cripta, ornata di stucchi e affreschi. L'ambiente principale rettangolare è collegato da breve corridoio con una piccola stanza, dove nelle tre pareti si trovano tre colatoi per la mummificazione e uno sfiatatoio con tubi di terracotta. Qui i cadaveri erano conservati per circa un anno chiusi da una lastra di ardesia. Nei loculi che ospitavano i corpi mummificati dei defunti che parenti e conoscenti andavano a visitare si trovano in buono stato i cuscini in pietra finemente lavorati. 
Ricco ciclo di pitture parietali, due figure simboleggianti Scheletri, ai lati dell'altare dove si celebravano le messe in suffragio delle anime, la Morte a cavallo armata di falce, le Anime Purganti, le Anime Purganti in preghiera, l'Angelo con clessidra, il Cristo risorto, figure di anima e altra di uomo e donna che conversano.

## Settimana Santa
I riti devozionali della Settimana Santa presso la chiesa di Sant'Isidoro dei Fornari.